# Gaspard de Toursky
Gaspard de Toursky (en russe : Гаспар де Турски, en arabe : غاسبار دي تورسكي) est un artiste peintre orientaliste et lithographe russe né en 1849 à Saint Petersbourg et mort le15 juin 1925 à Souk Ahras en Algérie, où il est enterré sous le nom de Abdelrahman Labiad après sa conversion à l’Islam.

## Biographie
Dès son plus jeune âge, Gaspard de Toursky se forme auprès d'un peintre d'icônes. À l'âge de 15 ans il prend des leçons de peinture, puis en 1895 il étudie à l'Académie de Saint-Pétersbourg ensuite à Moscou auprès de Valentin Serov. En 1866, il se rend à Munich afin de suivre un enseignement académique plus poussé. Ses études, lui permettent de pouvoir voyager, majoritairement en France, en Italie, en Hollande, en Angleterre, en Afrique du Nord, surtout en Algérie. Ces voyages sont déterminants pour la carrière de l’artiste. En effet, c’est son voyage en Italie qui le décidera de poursuivre sa carrière de peintre, hésitant entre une carrière de peintre ou d'écrivain.
Peignant à l’huile sur ses toiles, Gaspard de Toursky a un style très académique se démarquant par sa grande maitrise des palettes de couleurs de tons chauds  comme dans la toile Femmes Au Campement. Les paysages sauvages de l’Algérie dans Halte Au Bord d’El Kantara (1904) et les scènes de vie des nomades  tels que La Caravane, sont les sujets de prédilections du peintre.
Outre la représentation des modes de vie nomade usuels en Algérie à son époque, Gaspard de Toursky peint des scènes de genre comme La Toilette au Harem datée du début du XXe siècle. Cette huile sur toile reflète la vie quotidienne d’un harem mettant en scène diverses femmes profitant d’un bain de soleil dans une cour intérieure lumineuse. Dans cette œuvre, le peintre maitrise particulièrement les jeux de lumière ainsi que les détails typiques de l’orientalisme comme l’architecture ou les orangers. D’une grande envergure, cette toile témoigne bien du travail de l’artiste dont la majorité des œuvres ont été peintes en Algérie.
Lors d'un voyage en Algérie il arrive à Souk Ahras en 1881 en compagnie de l'écrivain français Alphonse Daudet  qui avait fait appel à lui pour illustrer son livre Tartarin de Tarascon. Fasciné par la beauté de la nature de Souk Ahras et la richesse de sa faune, Gaspard il décide de rester dans cette ville qui le fascine pour ensuite ne plus jamais quitter. Grand amoureux de chasse au départ, il est deviendra un des plus farouches défenseurs de la nature en essayant de sauver notamment les derniers Lion de l'Atlas de Souk Ahras, en construisant un petit zoo du côté de Aïn Tahmimine.
Très proche de la population musulmane de Souk Ahras, Gaspard se converti à l’Islam en 1918 . Un de ses biographes affirme que la conversion  de Gaspard était plus politique que religieuse. Gaspard voulait se sentir musulman parmi les musulmans, lui qui avait toujours condamné les agissements de la France coloniale en Algérie. En 1905 , il peint le célèbre tableau Les Insurgés de Souk Ahras. La France de l’époque l’avait obligé de rebaptiser le tableau Fantasia pour pouvoir participer à la Foire Internationale de Paris, où il recevra la médaille d’or.
De Toursky peindra plus de 350 tableaux dont plusieurs étaient consacrés à la nature et la faune de Souk Ahras. Il exposera à Paris tous ses travaux issus de ses voyages en Afrique du Nord en 1908 à Paris, au Maroc en 1917, en Algérie en 1923.

Gaspard de Toursky décède le 15 juin 1925 à Souk Ahras, à l'âge de 76 ans, et y est enterré sous le nom de Abdelrahman Labiad après sa conversion à l’Islam en 1918.

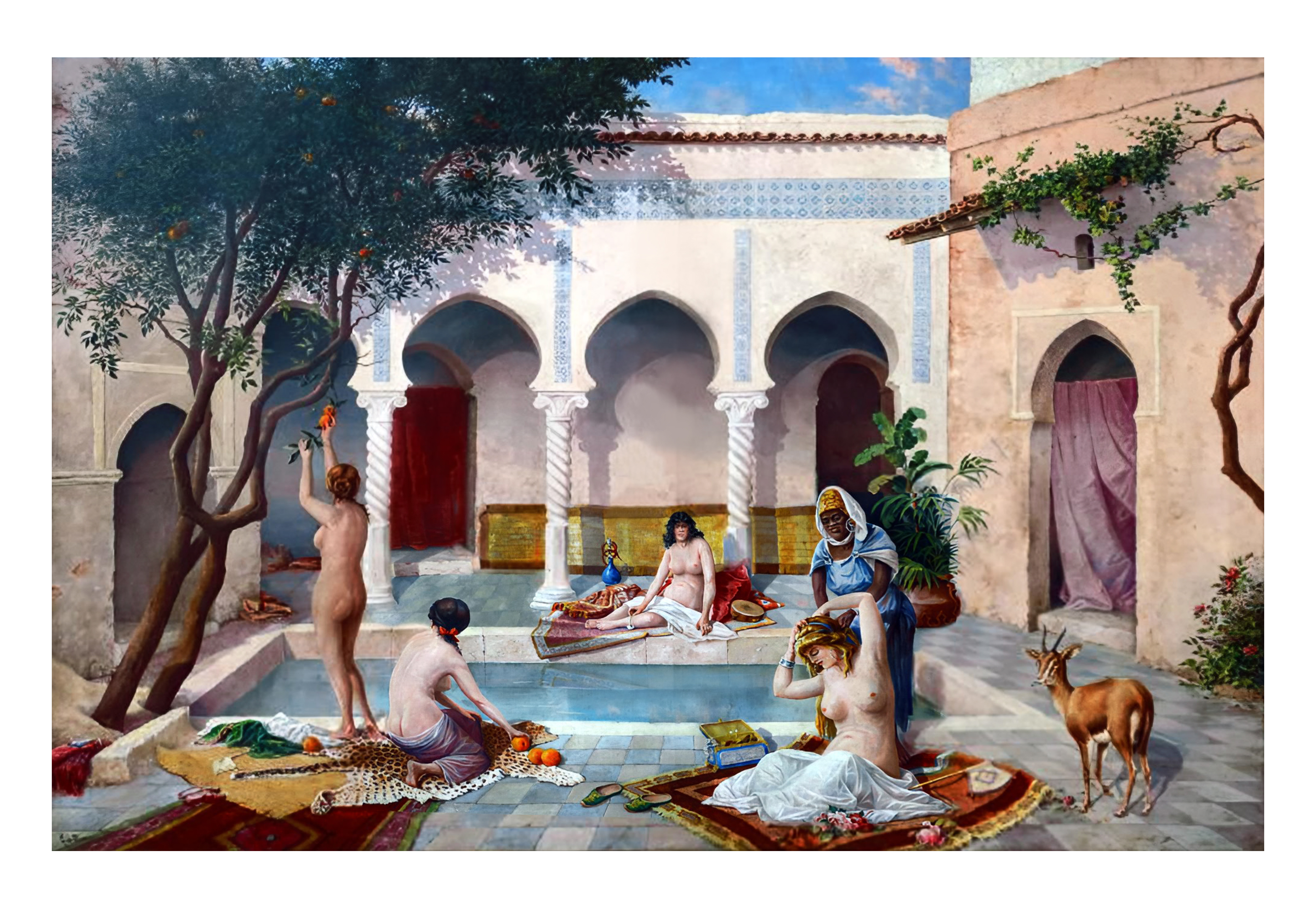
Gaspard de Toursky, La Toilette au Harem, début XX siècle, huile sur toile (211x 152 cm).
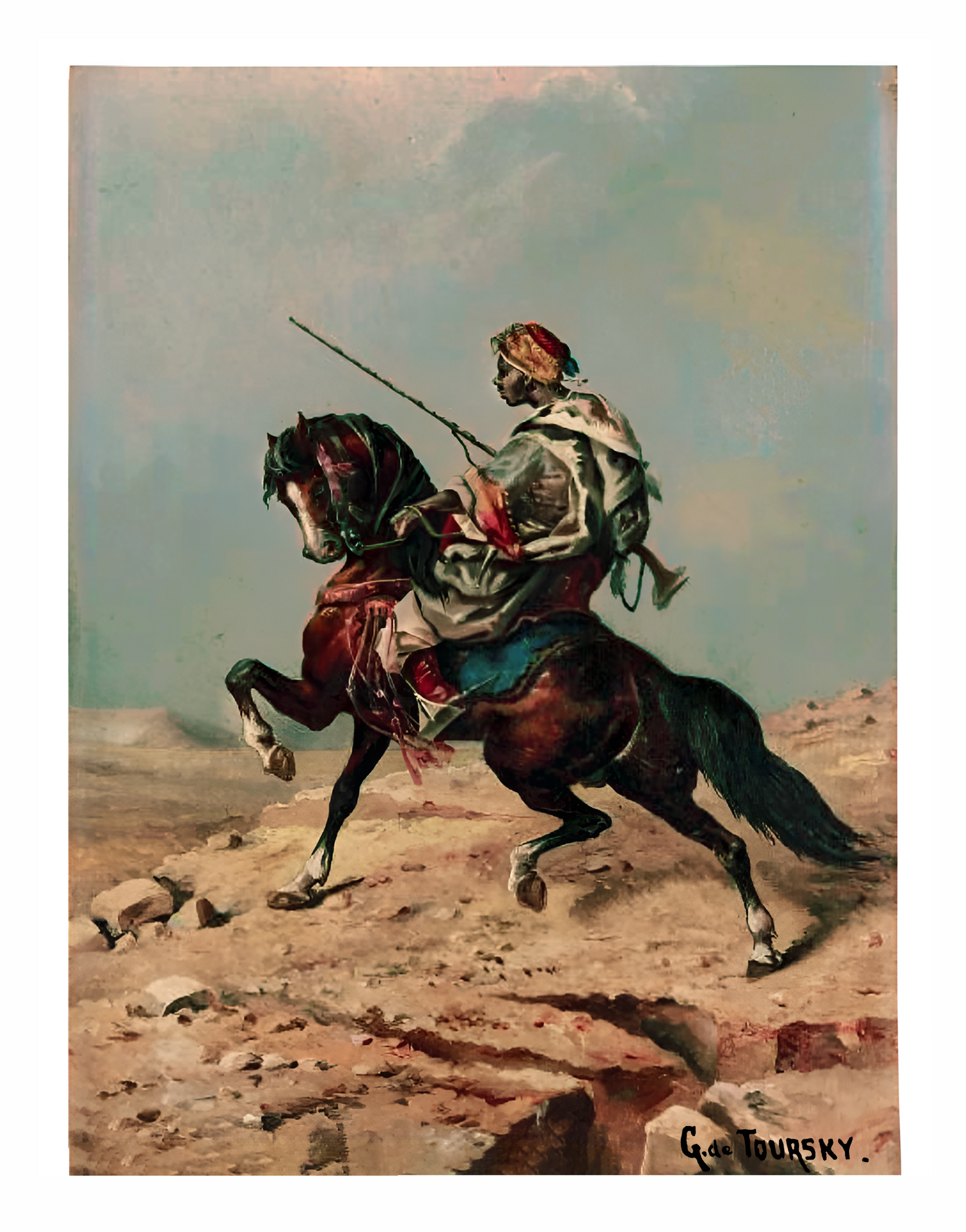
Gaspard de Toursky, Cavaliers Orientaux 1/2 (Algérie), Paire d'huiles sur toile signées (23 x 18 cm).
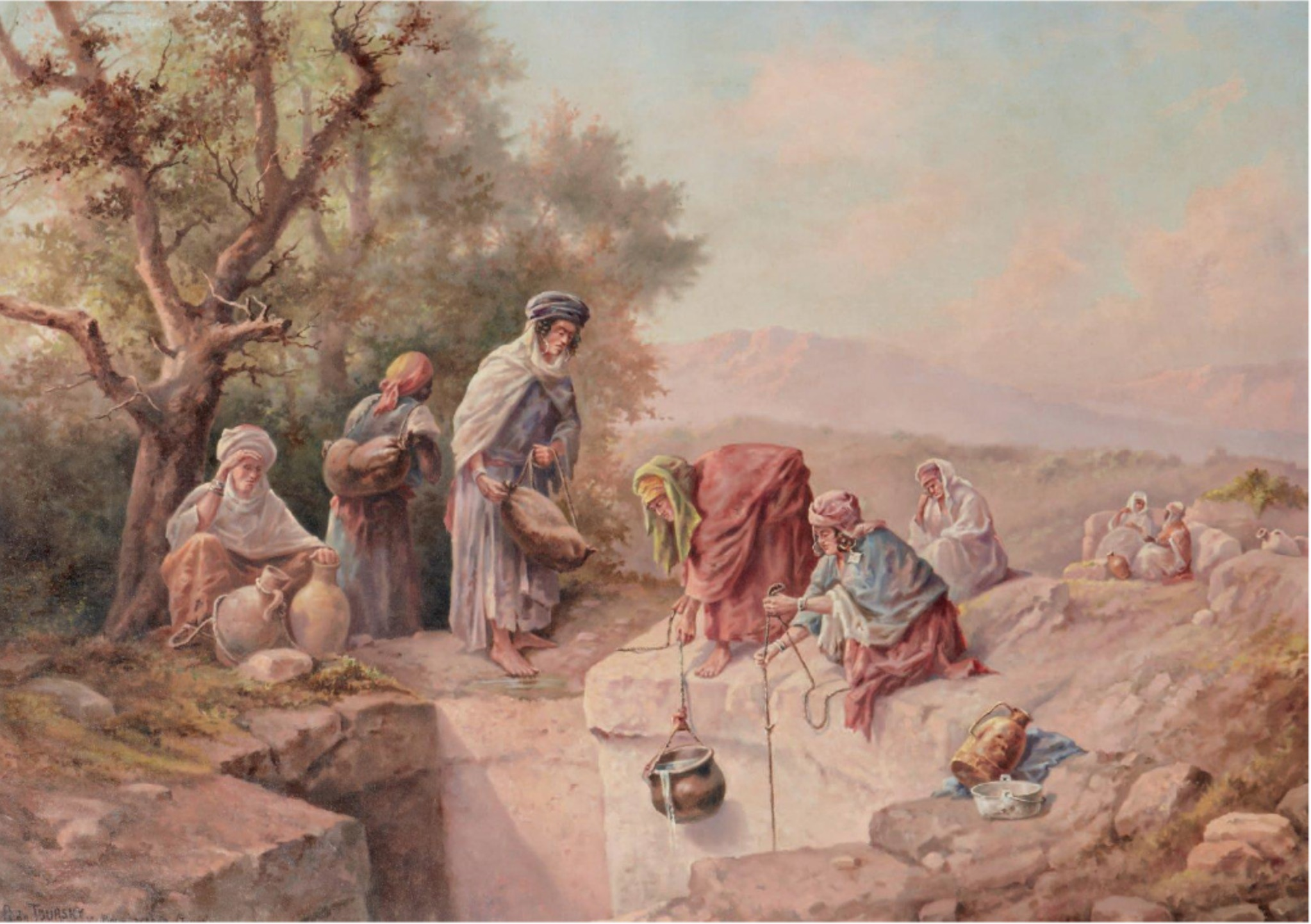
La citerne romaine à Bou-Laredjia près de Souk El Arbaa du Gharb (Tunisie). Huile sur toile signée et située en bas à gauche (56 x 80 cm).